# Georg Arnold Wolff
Georg Arnold Wolff (* 15. Oktober 1859 in Leipzig; † 25. Mai 1943 in München) war ein deutscher Bibliothekar.

## Leben und Wirken
Georg Arnold Wolff besuchte die Thomasschule zu Leipzig und legte dort seine Reifeprüfung ab. Anschließend studierte er Klassische Philologie und Germanistik an den Universitäten Leipzig, Freiburg und Erlangen und promovierte 1893 an der Universität Erlangen. In Erlangen war er von 1883 bis 1890 Mitarbeiter der "Zeitschrift für deutsches Altertum und deutsche Literatur". Seit 1890 begann er seine Tätigkeit als Bibliothekar an der Universitätsbibliothek Erlangen. 1895 wechselte er an die Universitätsbibliothek München. Von 1919/1920 bis 1925 leitete er als Direktor diese Bibliothek. Neben seiner Arbeit an wissenschaftlichen Veröffentlichungen hatte Wolff von 1919 bis 1932 eine Honorarprofessur für Buch- und Bibliothekswesen an der Universität München inne. 

## Schriften (Auswahl)
- Konrad von Würzburg. Quellen und Forschungen. In: Zeitschrift für deutsches Alterthum, N.F., Bd. 19 (1887), S. 232–244.

- Diu halbe bir. Ein Schwank Konrads von Würzburg. Mit Einleitung und Anmerkungen. Dissertation Universität Erlangen 1893 (Digitalisat).
- (Hrsg.): August Graf von Platen / Platens Werke. Zwei Bände. Bibliographisches Institut, Leipzig 1895.
- Die Matrikel der Universität Ingolstadt 1472–1550. Bd. 1. München 1906.
- (Bearb.): Biographisches Jahrbuch und deutscher Nekrolog. Register zu Bd. 1–10 (1896–1905). Reimer, Berlin 1908.
- Ach und weh. Ein Beitrag zur Textkritik Konrads von Würzburg. In: Aufsätze zur Kultur- und Sprachgeschichte vornehmlich des Orients. Ernst Kuhn zum 70. Geburtstage am 7. Febr. 1916 gewidmet von Freunden und Schülern. Marcus, Breslau 1916, S. 429–436.
- Conradus Leontorius. Biobibliographie. In: Clemens Baeumker (Hrsg.): Beiträge zur Geschichte der Renaissance und Reformation. Joseph Schlecht am 16. Januar 1917 als Festgabe zum 60. Geburtstag dargebracht. Datterer, München 1916, S. 363–410.
- (Bearb.): Bücherkunde der fränkischen Geschichte (= Veröffentlichungen der Gesellschaft für Fränkische Geschichte, Reihe 11, Abt. 1, H. 1 u. 2). Palm & Enke, Würzburg 1937/1939.